# NGC 6214
NGC 6214 est une galaxie spirale située dans la constellation du Dragon. Sa vitesse par rapport au fond diffus cosmologique est de 7 599 ± 45 km/s, ce qui correspond à une distance de Hubble de 112,1 ± 7,9 Mpc (∼366 millions d'al). NGC 6214 a été découverte par l'astronome américain Lewis Swift en 1884.